# Шихикентский сельсовет
Шихикентский сельсовет  — административно-территориальная единица и муниципальное образование со статусом сельского поселения в Сулейман-Стальском районе Дагестана Российской Федерации.
Административный центр — село Шихикент.

## Население
| 2002  | 2010  | 2012  | 2013  | 2014  | 2015  | 2016  |
| ----- | ----- | ----- | ----- | ----- | ----- | ----- |
| 1892  | ↗2032 | ↘2029 | ↘2017 | ↘2001 | ↘1975 | ↘1969 |
| 2017  | 2018  | 2019  | 2020  | 2021  | 2023  | 2024  |
| ↘1940 | ↘1921 | ↘1885 | ↗1886 | ↗2065 | ↘2040 | ↘2024 |

## Состав
| № | Населённый пункт | Тип населённого пункта       | Население |
| - | ---------------- | ---------------------------- | --------- |
| 1 | Буткент          | село                         | ↗598      |
| 2 | Зухрабкент       | село                         | ↗423      |
| 3 | Пиперкент        | село                         | ↘198      |
| 4 | Хтун             | село                         | ↗166      |
| 5 | Шихикент         | село, административный центр | ↘680      |